# Frauenkau
Frauenkau ist ein Ortsteil des Kneippheilbades Bad Grönenbach im Landkreis Unterallgäu in Bayern.

## Geografie
Der Weiler Frauenkau liegt circa eineinhalb Kilometer nordwestlich von Bad Grönenbach auf einer Höhe von 671 m ü. NN. Entstanden ist der Ort durch eine Rodung.